# Taenaris acontius
Taenaris acontius är en fjärilsart som beskrevs av Brooks 1944. Taenaris acontius ingår i släktet Taenaris och familjen praktfjärilar. Inga underarter finns listade i Catalogue of Life.